# 枕刀歌
『枕刀歌』は更三（ゲンサン）動画による中国のWebアニメ、およびそれを原作にしたコンピュータゲーム。

## 概要
明時代の中国を舞台にした武侠アニメ。幼少期に父を殺された主人公、「何方知（クー・ファンジー）」の復讐の旅路を描く。
2021年2月5日から第1期を配信開始。2023年12月5日に第2期を配信。
中国国内においては18歳以上の視聴が推奨されている。

## スタッフ
- プロデューサー：劉波
- 総監督：薛锦胜
- シリーズ構成、副監督：马璐瑶
- 監督：阮志豪
- 脚本：郭龙、罗琬宸
- 美術監督：吴伟
- 音響監督：玉叶
- 音楽：大島音楽

## ゲーム
PlayStation_5、Xbox_Series_X/S、Steam、Epic_Games向けに2024年発売予定。ジャンルはアクションゲーム。
タイトルは「枕刀歌 白刃行」。
開発は「天珀游戏」と「更三游戏」の共同制作。
ゲームエンジンにUnreal_Engine_5を使用。
2023年8月に中国の動画配信サイト、bilibili内のPlaystation、アンリアルエンジン、IGN、各公式チャンネルが11分間の実機プレイ映像を公開。
同年9月にはIGN中国によるプロデューサー「呉柯男（ウー・クーナン）」への独占インタビュー映像が公開。